# Relaciones España-Senegal
Las relaciones España-Senegal son las relaciones bilaterales entre estos dos países. Senegal tiene una embajada en Madrid. España tiene una embajada en Dakar.

## Relaciones diplomáticas
Las relaciones diplomáticas entre España y Senegal han seguido una línea ininterrumpida y amistosa desde el 3 de marzo de 1965, poco tiempo después de su proclamación como República independiente. La Embajada de Senegal en España, sin embargo, cerró sus puertas entre 1991 y
2001 por razones presupuestarias, período durante el cual las gestiones se realizaron desde la Embajada del país africano en París. Tras la reapertura de la Representación en Madrid, se ha dado una intensificación de los contactos institucionales a todos los niveles, relanzando unas relaciones bilaterales que, si bien históricamente se han caracterizado por su baja intensidad, no han cesado de crecer.
Destaca la visita de S.M. la Reina Doña Sofía en mayo de 2006, acompañada por la SECI que se produce en el marco de una visita a varios proyectos de
la Cooperación Española y la creciente implicación de España en proyectos humanitarios en Senegal. El auténtico punto de inflexión en las relaciones se produjo a partir del verano de 2006, con motivo de la crisis de los cayucos, que implicó la llegada masiva de casi 30.000 inmigrantes senegaleses a costas de las Islas Canarias. A partir de entonces, las relaciones comenzaron a basarse en la búsqueda de una estrategia común en la lucha contra la inmigración ilegal, y fueron madurando a lo largo de los años 2006 y 2007 hasta convertirse en un auténtico partenariado que supera con creces el ámbito de las migraciones. Fruto de este nuevo planteamiento, las visitas de delegaciones de los Ministerios de Interior, Exteriores, Justicia y Trabajo y Asuntos Sociales comenzaron a darse con frecuencia, culminando en diciembre de 2006 con la primera visita de un Presidente del Gobierno
español, José Luis Rodríguez Zapatero, a la República de Senegal.

## Cooperación
Por otro lado, se desarrolló un amplio programa de cooperación que hacía especial hincapié en la dotación de recursos a las autoridades senegalesas para la vigilancia de su territorio así como el fortalecimiento de sus capacidades. Desde entonces y hasta el día de hoy, las relaciones con la República de Senegal han conocido un enorme crecimiento, y se han continuado produciendo visitas institucionales en ambas direcciones al más alto nivel. Por parte senegalesa destacan las continuas visitas del Ministro de Interior Ngom, así como los viajes en 2007 del Presidente Wade; a Canarias con motivo de la inauguración de Casa África y a Madrid para asistir a la Primera Conferencia de la Alianza de Civilizaciones. Más recientemente destacan la visita en 2009 del Ministro de Asuntos Exteriores Cheikh Tidiane Gadio, para la firma de la Comisión Mixta de Cooperación, la visita a Madrid del Ministro de Asuntos Exteriores Madické Niang (2009), así como otras como la de los Ministros de Economía Marítima (2010), Justicia (2011) y Fuerzas Armadas (2011). El Presidente de la República, Macky Sall, visitó Madrid el 15 de diciembre de 2014 y mantuvo reuniones de trabajo con SM el Rey y con el presidente del Gobierno.

## Visitas oficiales
El Presidente del Gobierno, Mariano Rajoy, y el presidente de la República, Macky Sall, mantuvieron el 25 de septiembre de 2012 una reunión en los márgenes de la Asamblea General de las Naciones Unidas. Asimismo, como antedicho, mantuvieron un encuentro oficial en Madrid el 15 de diciembre de 2014.
El Secretario de Estado de Asuntos Exteriores, Gonzalo de Benito, visitó Dakar los días 22 y 23 de noviembre de 2012. El Secretario de Estado de Cooperación Internacional y Para Iberoamérica, Jesús Gracia, visitó Dakar el 2 de diciembre de 2013. El 3 de febrero de 2014 tuvo lugar la visita a Dakar del Secretario de Estado de Seguridad, Francisco Martínez. El Ministro de Industria, Energía y Turismo, José Manuel Soria, visitó Dakar el
10 de marzo de 2014.